# PROMT
PROMT (від PROject MT — проєкт машинного перекладу) — російська компанія, розробник систем машинного перекладу; займається дослідженнями та розробками в галузі штучного інтелекту. Основні напрямки роботи — розробка рішень для машинного (автоматичного) перекладу та технологій для аналізу текстових неструктурованих даних російською та іноземними мовами.
Технології PROMT не раз удостоювалися престижних міжнародних нагород — так, PROMT Translation Server був визнаний найкращим вирішенням для фінансового сектора на саміті IDC Financial Insight, а PROMT Professional - «найбільш повним рішенням» і переможцем у категорії «якість» за версією журналу PC & I в Іспанії. У період з 2013 по 2016 рік переклади PROMT з англійської на російську отримували найкращі оцінки експертів Асоціації комп'ютерної лінгвістики (ACL).
Офіси компанії відкриті в Росії — в Москві і Санкт-Петербурзі — а також у Сан-Франциско (США) і Гамбурзі (Німеччина).

## Історія
Компанія заснована в Санкт-Петербурзі в 1991 році колишніми співробітниками лабораторії інженерної лінгвістики ЛГПІ ім. О. І. Герцена. Керівник компанії з дня заснування — Світлана Соколова.
Перша система машинного перекладу називалася PROMT (1991 рік), у 1992 році назва була змінена на STYLUS, а в 1998 році — назад на PROMT.
6 березня 1998 року PROMT запускає перший російський сервіс безкоштовного онлайн-перекладу Translate.ru.
У 1997 році PROMT разом із французькою компанією Softissimo випускає лінійку продуктів для західного ринку під назвою Reverso.
У 2008 році контрольний пакет акцій компанії був викуплений Renova Capital [Архівовано 10 травня 2019 у Wayback Machine.]. Сума угоди не розголошується, але за даними «Ренови», загальний обсяг світового ринку послуг перекладу для компаній становив у 2007 році $ 9-10 млрд, при цьому продажі PROMT становили 2% від цієї суми, тобто $ 180-200 млн. Виходячи з цих даних, за оцінками одного зі спостерігачів ринку, вартість придбаного «Реновою» пакета становила не більше $ 20-40 млн.

## Принципи роботи
Спочатку в основі перекладу PROMT лежала технологія машинного перекладу, заснована на правилах (Rule-based machine translation). RBMT будується на основі лінгвістичного опису двох людських мов (двомовних словників та інших баз даних, що містять морфологічну, граматичну та семантичну інформацію), формальних граматик і, власне, алгоритмів перекладу. Якість перекладу залежить від обсягів лінгвістичних баз даних (словників) і глибини опису людських мов, тобто, є необхідним облік максимальної кількості особливостей граматичної структури. RBMT-підхід був удосконалений у PROMT за рахунок використання семантичних мереж і отримав назву Аналітичний машинний переклад PROMT. Він характеризується високим навчанням системи на переклад термінології, високою швидкістю роботи та надійністю.
У продуктах PROMT також використовується статистичний машинний переклад і переклад на основі нейронних мереж. У першому випадку навчання відбувається на основі значних за обсягом корпусів паралельних текстів — і якість перекладу сильно залежить від якості та кількості даних, результат відрізняється більшою гладкістю, ніж переклади, виконані на основі аналітичного підходу.
Нейронний підхід відрізняється високою якістю перекладу, близькою до перекладу, виконаного людиною, можливістю перекладу контенту, який відсутній у навчальних даних і можливістю навчання системи на переклад спеціальної термінології.

## Основні можливості
- Переклад окремих слів і текстів будь-якого обсягу.
- Переклад документів зі збереженням структури і форматування. Підтримуються всі популярні формати: doc(x), xls(x), ppt(x), rtf, html, xml, txt, ttx, pdf (у тому числі відскановані), (.odt), (.ods), jpeg, png, tiff.
- Переклад сайтів цілком, зі збереженням структури і гіперпосилань.
- Переклад виділених фрагментів тексту та окремих слів у сторонніх додатках і браузерах (PROMT Агент).
- Використання, редагування і створення спеціалізованих словників і профілів перекладу.
- Підключення баз Translation Memory (пам'ять перекладу).
- Інтеграція в офісні додатки, веббраузери, корпоративні портали і сайти.
- Автоматичне розпізнавання мови, тематики тексту.
- Забезпечення конфіденційності даних, що перекладаються, за рахунок роботи в офлайн-режимі.
- Підтримка MacOS, Windows, Linux, Android, iOS.
- API і SDK для інтеграції функцій перекладу до програмних комплексів і сайтів.
- API і SDK для інтеграції функцій аналізу текстів (виділення сутностей, фактів, зв'язків між ними, визначення та аналіз смислової структури документа) в інформаційно-аналітичні системи.

## Основні продукти
1. Продукти для індивідуальних користувачів:

- Сервіс Translate.ru[7].
- PROMT Home.
- PROMT Professional[8].
- PROMT Expert[9].
- PROMT Master[10].
- PROMT Start[11].
- PROMT Lite[12].
- Перекладач для дітей Magic Gooddy.
- Мобільні додатки Translate.Ru і PROMT Offline для iOS, Android, Windows Phone.
- PROMT Offline для Mac OS X.

2. Серверні рішення для компаній на Windows та Linux:
- PROMT Translation Server (PTS)[13].
- Галузеві рішення на основі PROMT Translation Server для банків, державного сектору, різних галузей промисловості, IT та інших напрямків.

3. Рішення для розробників та інтеграторів (API):
- PROMT Translation Server Developer Edition[14].
- PROMT Cloud API[15].
- PROMT Mobile SDK.
- PROMT for SharePoint[16].
- PROMT Analyzer SDK[17].